# Будинок Капніста
Будинок Капніста — дерев'яний, одноповерховий будинок в Полтаві, на проспекті Віталія Грицаєнка, 18. Споруджений у 1805 році в стилі класицизму. Пам'ятка архітектури першої половини XIX століття — внесений до реєстру пам'яток архітектури національного значення.

## Історія будинку
Вважається, що будинок на Велико-Петрівській вулиці був побудований на замовлення видатного поета, драматурга і громадсько-політичного діяча Василя Васильовича Капніста.
Після російсько-турецької війни 1877–1878 років був подарований містом герою боїв на Шипці генералу Федору Федоровичу Радецькому.
У вересні 1952 року, згідно з постановою Ради Міністрів Української РСР, в будинку відкрито літературно-меморіальний музей Івана Котляревського, який знаходиться там і досі.

## Архітектурний ансамбль
Будинок дерев'яний, одноповерховий, прямокутний у плані. Головний фасад оздоблено чотириколонним портиком доричного ордера. До центрального входу ведуть сходи обабіч бази портика.